# 臧秋华
臧秋华（1962年9月—），男性，汉族，中共党员，江苏金坛人，中华人民共和国政治人物。曾任甘肃省平凉市长、甘肃省工业和信息化厅厅长等职务，现任甘肃省政协人口资源环境委员会副主任、中共甘肃省委第一巡回督导组组长。

## 生平
1978年10月，臧秋华考入东北工学院，在该校炼铁专业学习，1982年毕业后加入甘肃省国有企业酒钢，先后在公司旗下的职工中专、生产处、烧结厂、河西堡铁厂、炼铁厂任职，2000年进入公司高层，担任公司副总经理兼总经济师，2005年升任公司总经理。2008年11月离开酒钢，赴兰州担任甘肃省发展和改革委员会副主任、党组副书记，翌年，转任甘肃省国有资产投资集团有限公司董事长、党委书记。2011年9月，他外放平凉，出任中共平凉市委副书记、市长。
2016年4月，臧秋华回到兰州，出任甘肃省工业和信息化委员会主任，2018年10月，甘肃省工业和信息化委员会改制为甘肃省工业和信息化厅，他出任首任厅长，直到2022年7月去职。同年9月，出任甘肃省政协人口资源环境委员会副主任，并于2023年换届时继续担任，同时兼任中共甘肃省委第一巡回督导组组长。